# Odontobutis potamophila
Odontobutis potamophila är en fiskart som först beskrevs av Günther, 1861.  Odontobutis potamophila ingår i släktet Odontobutis och familjen Odontobutidae. Inga underarter finns listade i Catalogue of Life.